# Анер
Ане́р (фр. Anères, окс. Aneras) — коммуна во Франции, находится в регионе Юг — Пиренеи. Департамент — Верхние Пиренеи. Входит в состав кантона Сен-Лоран-де-Нест. Округ коммуны — Баньер-де-Бигор.
Код INSEE коммуны — 65009.

## География
Коммуна расположена приблизительно в 660 км к югу от Парижа, в 100 км юго-западнее Тулузы, в 37 км к юго-востоку от Тарба.
На юге коммуны протекает река Нест.

## Климат
Климат умеренно-океанический с солнечной тёплой погодой и обильными осадками на протяжении практически всего года.

## Население
Население коммуны на 2010 год составляло 187 человек.
| 1962 | 1968 | 1975 | 1982 | 1990 | 1999 | 2010 |
| ---- | ---- | ---- | ---- | ---- | ---- | ---- |
| 158  | 152  | 159  | 140  | 156  | 149  | 187  |

## Администрация
| Период | Период | Фамилия      | Партия | Примечания |
| ------ | ------ | ------------ | ------ | ---------- |
| 2001   | 2008   | Ги Сер       |        |            |
| 2008   | 2014   | Арман Базерк |        |            |
| 2014   | 2020   | Пьер Жервиг  |        |            |

## Экономика
В 2010 году среди 108 человек трудоспособного возраста (15-64 лет) 77 были экономически активными, 31 — неактивными (показатель активности — 71,3 %, в 1999 году было 61,3 %). Из 77 активных жителей работали 68 человек (36 мужчин и 32 женщины), безработных было 9 (5 мужчин и 4 женщины). Среди 31 неактивных 6 человек были учениками или студентами, 12 — пенсионерами, 13 были неактивными по другим причинам.